# Watanabe Yūkō
Watanabe Yūkō (japanisch 渡辺 幽香, eigentlich Watanabe Yūko (渡辺 勇子); geb. 25. Dezember 1856 in Edo (Provinz Musashi), dem heutigen Tōkyō; gest. 5. Dezember 1942) war eine frühe japanische Malerin im „westlichen Stil“ – Yōga. 

## Leben und Werk
Watanabe Yūkō war die Tochter des Malers Goseda Hōryū (五姓田 芳柳; 1827–1892). Sie lernte bei ihrem Vater zusammen mit ihrem Bruder Goseda Yoshimatsu (1855–1915) malen. Sie heiratete später den Maler Watanabe Bunzaburō (渡辺 文三郎; 1853–1936), der ebenfalls unter Goseda Hōryū studiert hatte. Sie war insbesondere in der Porträt-Malerei gut. Sie stellte auf der 1. Nationalen Wirtschaftsförderungsausstellung (内国勧業博覧会, Naikoku kangyō hakurankai) und den folgenden aus und wurde auf der dritten mit einer Anerkennung für das Bild „Der alte Herr Ryū“ (柳翁肖像, Ryū-ō shōzō), ihren Vater darstellend, ausgezeichnet.
1869 begann Watanabe mit einer Serie von Lithographien (寸陰蔓稿, Sun’in mankō), die das volkstümliche Japan darstellen. 1870 schuf sie eine weitere Serie von Bildern. Watanabe unterrichtete an der Schule für adelige Mädchen „Gakushin joshi kōtōka“ (学習院女子高等科) und setzte sich ganz allgemein für die Ausbildung von Frauen ein.

## Bilder

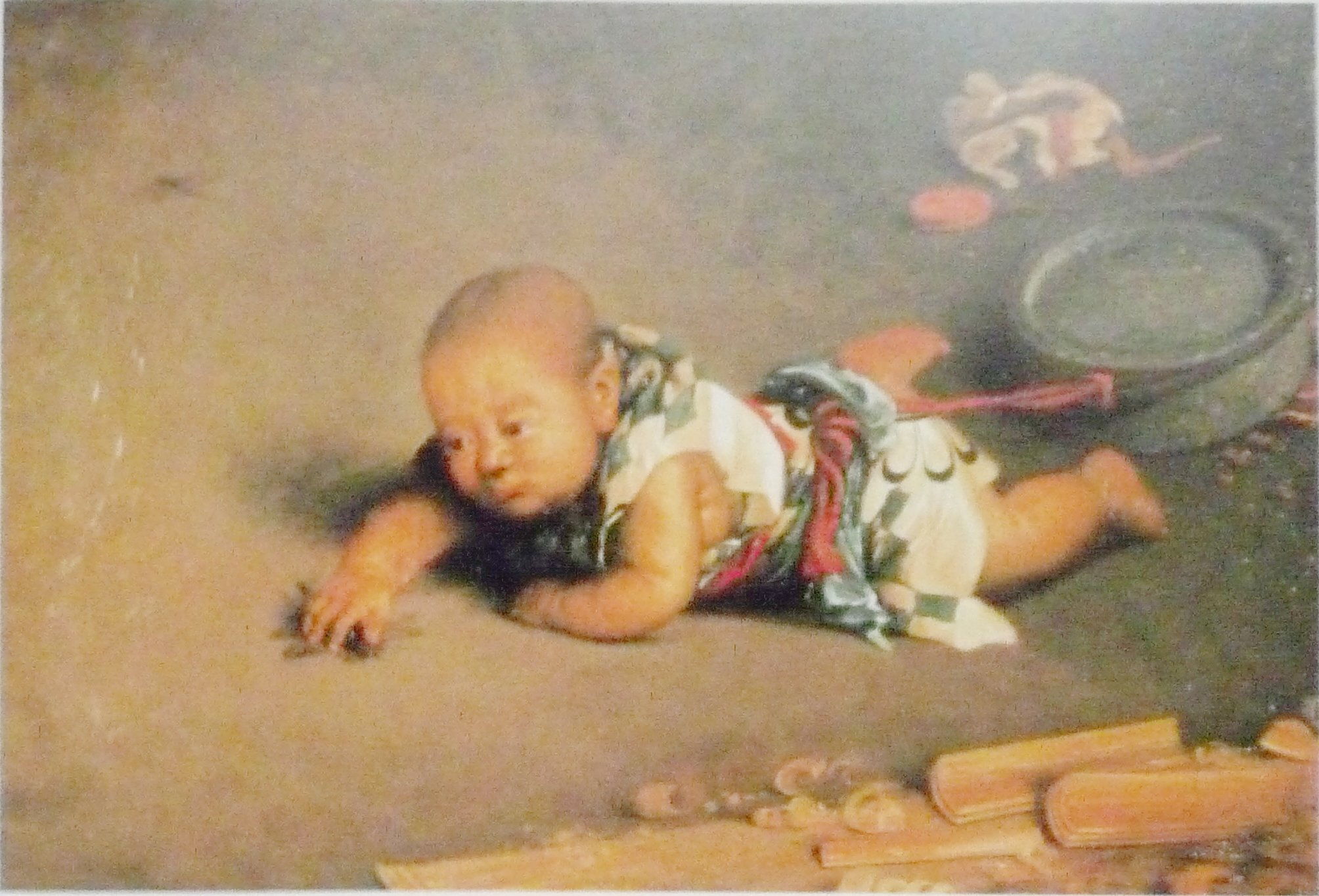
Kinderbild, 1895
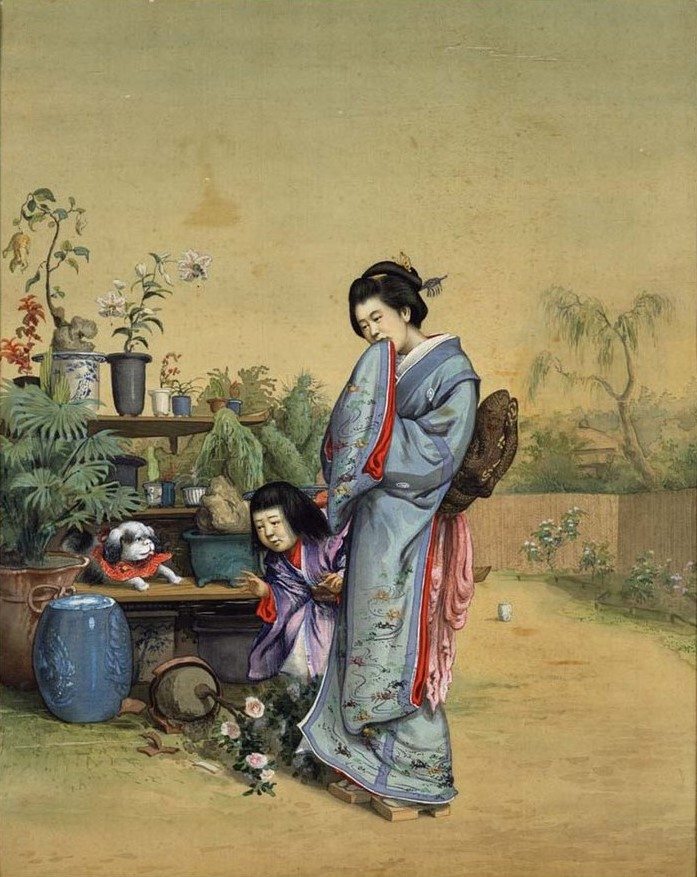
Mutter mit Kind
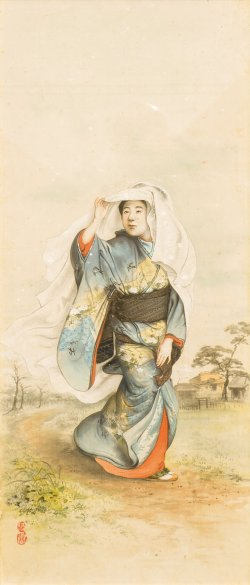
Mädchenbild
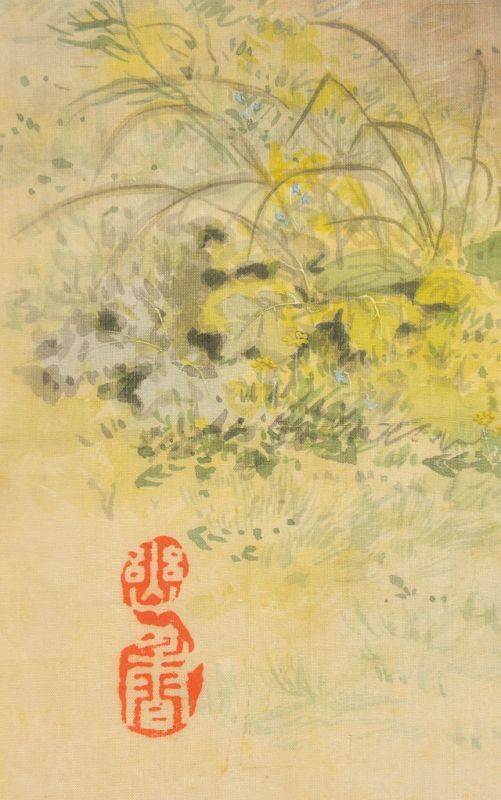
Mädchenbild, Ausschnitt
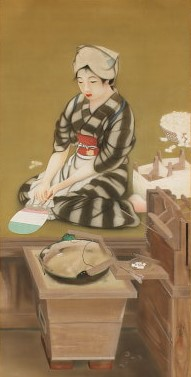
Sitzendes Mädchen
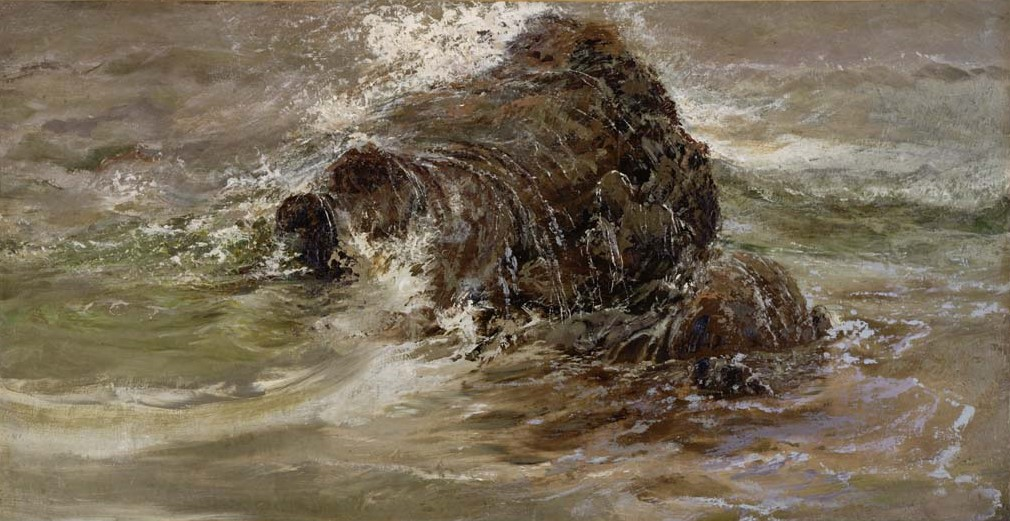
Küste bei Inubōsaki[A 1]